# Passiflora farneyi
Passiflora farneyi là một loài thực vật có hoa trong họ Lạc tiên. Loài này được Pessoa & Cervi mô tả khoa học đầu tiên năm 1992.